# Peter Patzak

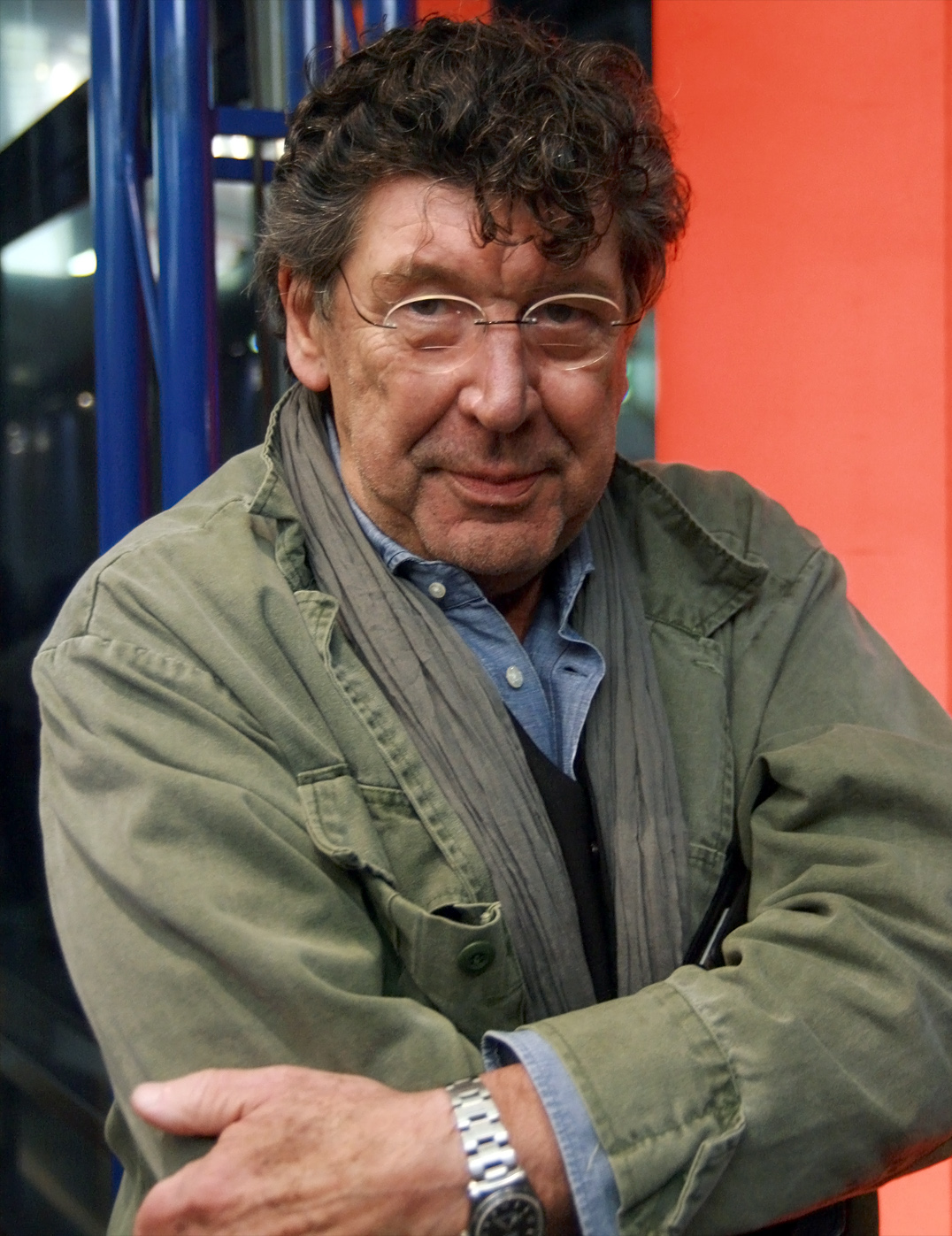
Peter Patzak, 2012

Peter Patzak (* 2. Jänner 1945 in Wien, als Peter Maximilian Karl Patzak; † 11. März 2021 in Krems an der Donau) war ein österreichischer Filmregisseur, der vor allem durch seine Regieführung der satirischen Krimiserie Kottan ermittelt bekannt wurde.

## Leben
Patzak war der Sohn eines Polizisten im Rang eines Majors, wie er anlässlich der Präsentation des Kinofilms Kottan ermittelt: Rien ne va plus im Wiener Gartenbaukino gegenüber dem TV-Magazin Seitenblicke erzählt hat. Er studierte Kunstgeschichte, Psychologie und Malerei in Wien. Von 1968 bis 1970 hielt er sich in New York auf. Er arbeitete dort als Volontär bei einer Fernsehstation und drehte mehrere Schmal- und Videofilme.

### Regisseur und Schauspieler

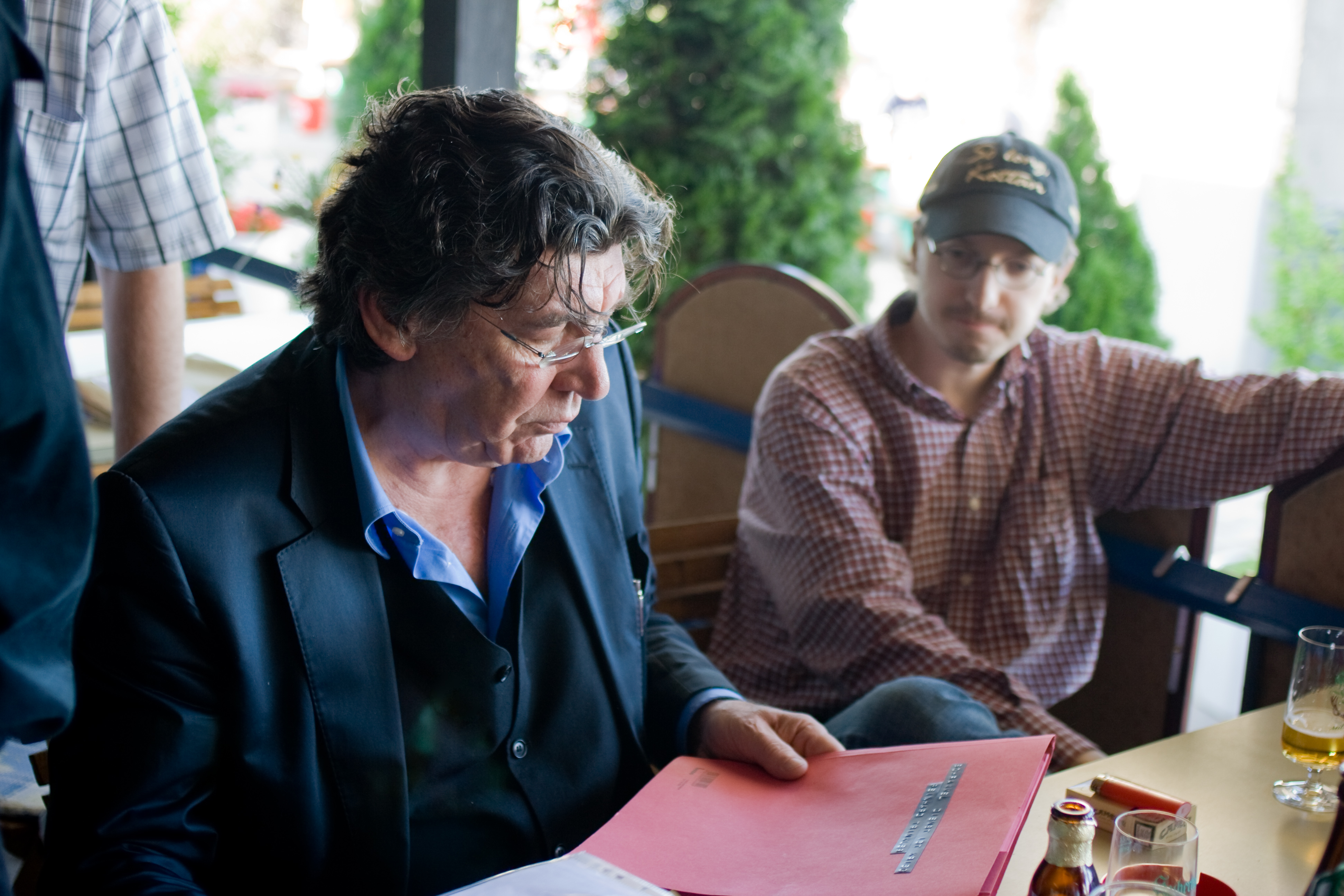
Peter Patzak (l.) und Jan Zenker 2009

Nach seiner Rückkehr nach Wien drehte Patzak seinen ersten Kinofilm Situation (1972). Er inszenierte auch zahlreiche Fernsehfilme; bekannt geworden ist vor allem die Kriminalfilm-Parodie Kottan ermittelt, die er ab 1976 sieben Jahre lang für den ORF produzierte. 1978 stellte Patzak eine viel beachtete Filmadaption von Martin Walsers Das Einhorn vor, wobei Walser selbst am Drehbuch mitgearbeitet und die Verfilmung später gelobt hat.
Ab 1993 unterrichtete er Regie an der Filmakademie Wien. 1996 verfilmte er den Roman Hotel Shanghai von Vicki Baum. Für die ARD-Wirtschaftskrimireihe Die achte Todsünde inszenierte er 2002 die zweite Episode Toskana-Karussell mit Susanne Lothar in der Hauptrolle.
Als Schauspieler wirkte Patzak vor allem in österreichischen Fernsehproduktionen mit, meistens mit Cameo-Auftritten in seinen eigenen Filmen (vor allem in Kottan ermittelt, wo er unter anderem als Polizist zu sehen war).
Im Februar 2007 stellte Patzak im Wiener stadtTheater in der Walfischgasse seine erste Theaterinszenierung vor. Sie galt einer Bühnenfassung des Films Interview von Theo van Gogh, es spielten Dieter Laser und Elke Winkens. Für diese Aufführung entwarf Patzak auch das Bühnenbild.
Der Regisseur erhielt zahlreiche Auszeichnungen wie den Regiepreis der Biennale in Venedig, den Max-Ophüls-Preis, den Adolf-Grimme-Preis, die Goldene Romy, den Preis der Berliner Filmfestspiele und einen Preis der UNESCO.

### Maler
1962 stellte Patzak erstmals als Maler aus, 1970 in der Wiener Secession unter dem Titel TV-Bilder und Kommunikationsmaschinen. Danach wurden seine Bilder von Basel bis New York gezeigt, 1996 konnte man im Saarländischen Künstlerhaus eine Peter-Patzak-Retrospektive (Arbeiten von 1961 bis 1996) besuchen. 2005 wurde eines seiner Werke anlässlich einer Auktion zugunsten des Hermann-Gmeiner-Fonds Deutschland e. V. bei eBay versteigert.

### Tod
Nach einer Herz-Operation verstarb Patzak im März 2021 im Alter von 76 Jahren. Er wurde in einem Ehrengrab auf dem Wiener Zentralfriedhof bestattet (Gruppe 33G, Nummer 8).

## Filmografie (Auswahl)
- 1975: Parapsycho – Spektrum der Angst
- 1976: Zerschossene Träume
- 1976–1983: Kottan ermittelt (TV-Serie, 19 Folgen)
- 1977: Tatort: Der vergessene Mord (TV-Reihe)
- 1978: Das Einhorn
- 1979: Santa Lucia (TV) – auch Drehbuch
- 1979: Kassbach auch Drehbuch
- 1980: Exit … Nur keine Panik  (nur Rolle)
- 1980: Der Aufstieg – Ein Mann geht verloren (TV)
- 1981: Die Weltmaschine (TV)
- 1981: Den Tüchtigen gehört die Welt – auch Drehbuch
- 1982: Artischocke – nur Drehbuch
- 1983: Strawanzer/Die letzte Runde
- 1984: Tiger – Frühling in Wien
- 1984: Die Försterbuben (TV)
- 1986: Wahnfried
- 1986: Der Aufstand (TV)
- 1987: Der Joker
- 1987: Sentimental Journey (TV)
- 1988: Camillo Castiglioni oder die Moral der Haifische (TV)
- 1988: Killing Blue
- 1990: Gavre Princip – Himmel unter Steinen
- 1990: Lex Minister – auch Darsteller
- 1992: Im Kreis der Iris (TV) – auch Drehbuch
- 1992: Das Glück liegt in Waikiki – auch Drehbuch
- 1994: 1945 (TV)
- 1996: Brennendes Herz – Gustav Regler
- 1996: Shanghai 1937 (TV)
- 1998: Polizeiruf 110: Rot ist eine schöne Farbe (TV-Reihe)
- 1998: Mörderisches Erbe – Tausch mit einer Toten (TV)
- 1999: Gefangen im Jemen (TV)
- 2000: Hart im Nehmen (TV) – auch Drehbuch
- 2000: Polizeiruf 110: Gelobtes Land (TV-Reihe)
- 2002: Die Wasserfälle von Slunj
- 2002: Nichts wie weg (TV) – auch Drehbuch
- 2002: Die achte Todsünde: Toskana-Karussell
- 2002: Polizeiruf 110: Um Kopf und Kragen (TV-Reihe)
- 2003: Verliebte Diebe (TV)
- 2005: Doppelter Einsatz: Seitensprung in den Tod (TV)
- 2006: Arme Millionäre (TV-Serie, eine Folge)
- 2006: Doppelter Einsatz: Belinda Nr. 5 (TV)
- 2006: Die Gerichtsmedizinerin (TV-Serie, eine Folge)
- 2010: Kottan ermittelt: Rien ne va plus

## Werke (Publikationen)
- Geist der Farbe. Ritter, Klagenfurt, Wien 2005, ISBN 3-85415-369-4.
- Akte im Schweigen vermählt. Klever, Wien 2008, ISBN 978-3-902665-05-8.

## Auszeichnungen
- 1979: Berlinale: UNESCO-Preis für Kassbach – Ein Portrait
- 1985: Erich-Neuberg-Nachwuchs-Preis des ORF für Regie
- 1985 Adolf-Grimme-Preis mit Bronze für die Folge Smoky und Baby und Bär von Kottan ermittelt (zusammen mit Helmut Zenker)
- 1991: Goldenes Verdienstzeichen des Landes Wien
- 1992: Goldene Romy
- 1996: Max-Ophüls-Preis
- 1996: Preis der russischen Filmschaffenden für Shanghai 1937
- 2000: UNICEF-Preis: Bestes Fernsehspiel für Gelobtes Land
- 2002: Internationale Filmfestspiele von Venedig: Canal Grande Award für Die Wasserfälle von Slunji
- 2010: Großes Silbernes Ehrenzeichen für Verdienste um die Republik Österreich[6]
- 2016: Kulturpreis der Stadt Klosterneuburg[7]
- 2020: Goldenes Ehrenzeichen für Verdienste um das Land Wien[8]